# Szkoła gminna na Wildzie w Poznaniu
Szkoła gminna na Wildzie w Poznaniu – dawna szkoła gminna wsi Wilda, od 1900 włączonej w granice Poznania. Znajduje się przy placu Marii Skłodowskiej-Curie 1, sąsiadującym z Rynkiem Wildeckim.

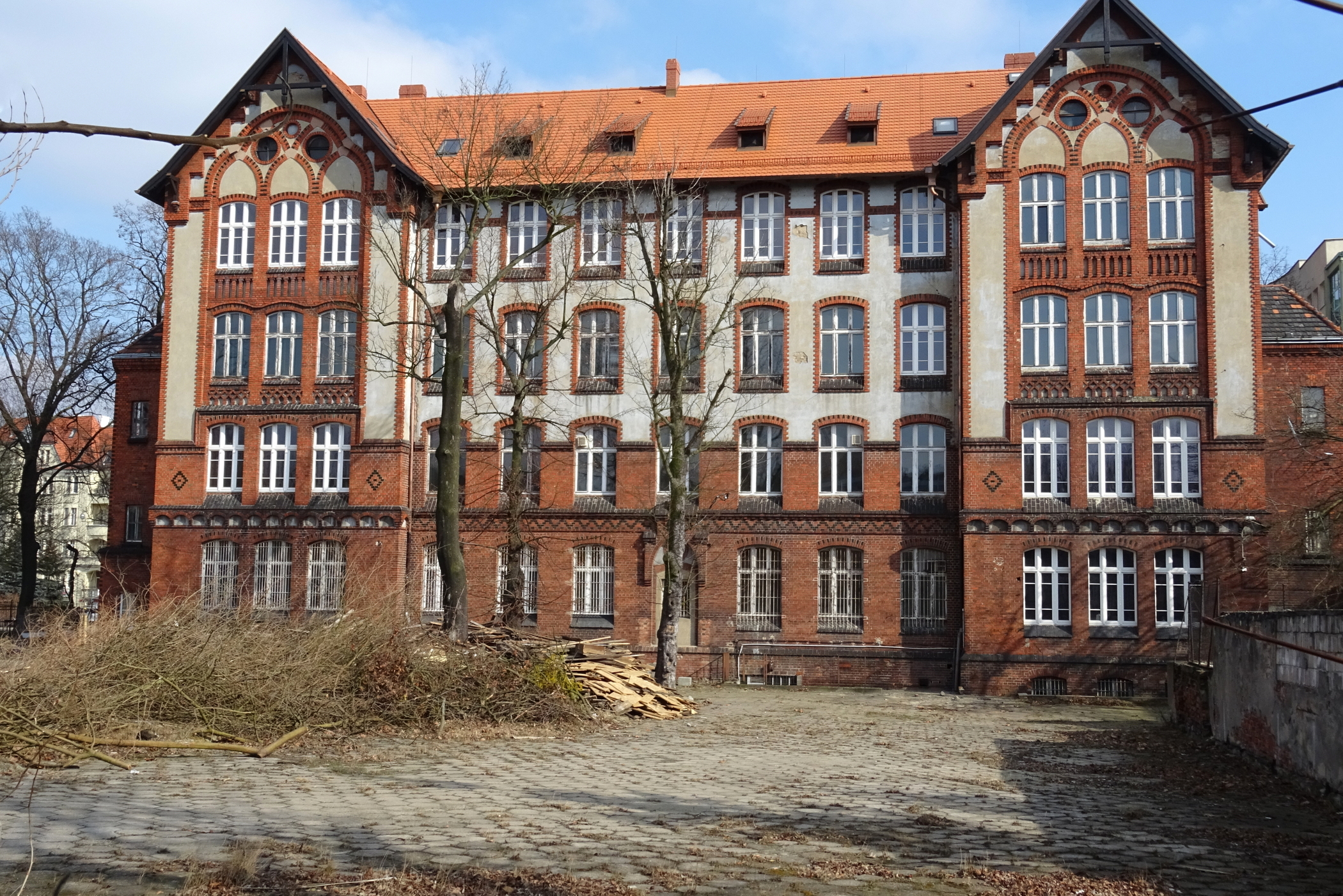
Elewacja podwórzowa

Budynek wybudowano w 1899 r. według projektu Adolfa F. Bindera – profesora z poznańskiej Szkoły Budowlanej. Obiekt ma trzy piętra, wysoki dwuspadowy dach i dwa potężne ryzality boczne determinujące kształt bryły. Do pierwszego piętra oblicowany czerwoną cegłą. Wraz z budynkiem szkolnym na skwerze od strony rynku postawiono neogotycką fontannę.
Szkoła nie była koedukacyjna. Budynek podzielono na dwie części, osobną dla chłopców i dla dziewcząt, z niezależnymi klatkami schodowymi w każdym ze skrzydeł. Do 1916 r. toalety były poza budynkiem, dopiero później znalazły się w dobudowanych ryzalitach.
Obecnie budynek należy do Politechniki Poznańskiej, mieszcząc do 2014 roku Wydział Technologii Chemicznych i Inżynierii Środowiska. Ostatnio budynek został wystawiony na sprzedaż. Obok znajdują się rektorat Uczelni i dawny wildecki dom starców (obecnie też w gestii Politechniki).